# Otto Stuppacher
Otto Stuppacher, född 3 mars 1947 i Wien, död 13 augusti 2001 i Wien, var en österrikisk racerförare.

## Racingkarriär
Stuppacher tävlade i formel 1 för det privata stallet OASC Racing Team i en Tyrrell-Ford säsongen 1976. Han försökte kvalificera sig till tre av loppen men misslyckades. Hans vidare öde är okänt, men han hittades död i sin lägenhet i Wien 2001.